# Lijst van A-wegen in Groot-Brittannië
De A-wegen in Groot-Brittannië vormen het hoofdnetwerk van het eiland Groot-Brittannië buiten het snelwegennetwerk. De wegnummering van Groot-Brittannië staat los van die van Noord-Ierland. De bewegwijzering is groen met witte letters tussen de primary destinations (hoofdbestemmingen). Dit zijn een groot aantal steden, waar veel verkeer heen gaat of waarbij een belangrijk knooppunt ligt. Op de overige A-wegen is de bewegwijzering wit met zwarte letters. Een aantal A-wegen zijn opgewaardeerd tot autosnelweg. Deze wegen hebben een A(M)-nummer en blauwe borden met witte letters.

## Nummering

De nummeringszones voor de A-wegen

De A1 tot en met A6 beginnen in Londen en verdelen Engeland en Wales in zes zones. De A7 tot en met A9 beginnen in Edinburgh en verdelen Schotland in drie zones. De overige A-wegen krijgen als eerste nummer het zonenummer van de zone waarin ze liggen.

## Lijst
In deze lijst staan alleen de een- en tweecijferige A-wegen.

### Hoofdroutes
| Nummer | Traject                                          | Lengte |
| ------ | ------------------------------------------------ | ------ |
| A1     | Londen - Leeds - Newcastle upon Tyne - Edinburgh | 660 km |
| A2     | Londen - Canterbury - Dover                      | 116 km |
| A3     | Londen - Portsmouth                              | 108 km |
| A4     | Londen - Reading - Bristol - Avonmouth           | 204 km |
| A5     | Londen - Birmingham - Holyhead                   | 420 km |
| A6     | (Londen) - Luton - Manchester - Carlisle         | 481 km |
| A7     | Edinburgh - Carlisle                             | 148 km |
| A8     | Edinburgh - Glasgow - Greenock                   | 113 km |
| A9     | (Edinburgh) - Falkirk - Inverness - Thurso       | 433 km |

### Zone 1
| Nummer | Traject                                        | Lengte |
| ------ | ---------------------------------------------- | ------ |
| A10    | Londen - Cambridge - King's Lynn               | 145 km |
| A11    | Londen - Norwich                               | 181 km |
| A12    | Londen - Colchester - Ipswich - Great Yarmouth | 191 km |
| A13    | Londen - Southend-on-Sea                       | 67 km  |
| A14    | Felixstowe - Ipswich - Cambridge - Rugby       | 204 km |
| A15    | Peterborough - Lincoln - Hessle - (Hull)       | 157 km |
| A16    | Peterborough - Grimsby                         | 126 km |
| A17    | Newark-on-Trent - King's Lynn                  | 96 km  |
| A18    | Doncaster - Scunthorpe - Ludborough            | 94 km  |
| A19    | Doncaster - York - Sunderland - Seaton Burn    | 200 km |

### Zone 2
| Nummer | Traject                                                                                 | Lengte |
| ------ | --------------------------------------------------------------------------------------- | ------ |
| A20    | Londen - Maidstone - Dover                                                              | 120 km |
| A21    | Londen - Hastings                                                                       | 94 km  |
| A22    | Londen - Eastbourne                                                                     | 77 km  |
| A23    | Londen - Crawley - Brighton                                                             | 83 km  |
| A24    | Londen - Worthing                                                                       | 82 km  |
| A25    | Guildford - Addington - (Maidstone)                                                     | 75 km  |
| A26    | Maidstone - Newhaven                                                                    | 81 km  |
| A27    | (Salisbury) - Whiteparish - Southampton - Portsmouth - Brighton - Eastbourne - Pevensey | 166 km |
| A28    | Margate - Canterbury - Hastings                                                         | 95 km  |
| A29    | (Londen) - Capel - Bognor Regis                                                         | 55 km  |

### Zone 3
| Nummer | Traject                                                                  | Lengte   |
| ------ | ------------------------------------------------------------------------ | -------- |
| A30    | Londen - Basingstoke - Exeter - Land's End                               | 457 km   |
| A31    | Guildford - Southampton - Bere Regis - (Dorchester)                      | 140 km   |
| A32    | Gosport - Alton                                                          | 47 km    |
| A33    | Reading - Basingstoke - Southampton                                      | ? km     |
| A34    | Winchester - Oxford - Birmingham - Stoke-on-Trent - Manchester - Salford | ? km     |
| A35    | Southampton - Poole - Honiton                                            | 155,8 km |
| A36    | Southampton - Bath                                                       | 102 km   |
| A37    | Dorchester - Bristol                                                     | ? km     |
| A38    | Bodmin - Plymouth - Exeter - Bristol - Birmingham - Mansfield            | 470 km   |
| A39    | Bath - Barnstaple - Truro - Falmouth                                     | 326 km   |

### Zone 4
| Nummer | Traject                                                 | Lengte |
| ------ | ------------------------------------------------------- | ------ |
| A40    | Londen - Oxford - Gloucester - Fishguard                | 412 km |
| A41    | Londen - Birmingham - Birkenhead (bij Liverpool)        | ? km   |
| A42    | (Nottingham) - Kegworth - Appleby Magna - (Birmingham)  | 24 km  |
| A43    | Bicester - Northampton - Stamford                       | ? km   |
| A44    | Oxford - Worcester - Aberystwyth                        | ? km   |
| A45    | Birmingham - Northampton - Thrapston                    | ? km   |
| A46    | Bath - Leicester - Cleethorpes                          | 344 km |
| A47    | Birmingham - Leicester - Peterborough - Great Yarmouth  | ? km   |
| A48    | (Gloucester) - Highnam - Cardiff - Swansea - Carmarthen | ? km   |
| A49    | Ross-on-Wye - Shrewsbury - Bamber Bridge - (Preston)    | 230 km |

### Zone 5
| Nummer | Traject                                                          | Lengte   |
| ------ | ---------------------------------------------------------------- | -------- |
| A50    | Warrington - Stoke-on-Trent - Leicester                          | 159,8 km |
| A51    | Kingsbury (bij Birmingham) - Chester                             | ? km     |
| A52    | Newcastle-under-Lyme - Stoke-on-Trent - Nottingham - Mablethorpe | 237 km   |
| A53    | Buxton - Stoke-on-Trent - Shrewsbury                             | ? km     |
| A54    | Chester - Buxton                                                 | ? km     |
| A55    | Chester - Holyhead                                               | 140 km   |
| A56    | Chester - Manchester - Broughton (bij Skipton)                   | 130 km   |
| A57    | Liverpool - Manchester - Sheffield - Lincoln                     | ? km     |
| A58    | (Liverpool) - Prescot - Leeds - Wetherby                         | 121 km   |
| A59    | Liverpool - Preston - York                                       | 175 km   |

### Zone 6
| Nummer | Traject                                 | Lengte |
| ------ | --------------------------------------- | ------ |
| A60    | Loughborough - Nottingham - Doncaster   | ? km   |
| A61    | Derby - Leeds - Thirsk                  | ? km   |
| A62    | Manchester - Leeds                      | 66 km  |
| A63    | Leeds - Kingston upon Hull              | 93 km  |
| A64    | Leeds - York - Scarborough              | 110 km |
| A65    | Leeds - Kendal                          | 118 km |
| A66    | Workington - Middlesbrough - Grangetown | ? km   |
| A67    | Bowes - Darlington - Crathorne          | ? km   |
| A68    | Darlington - Dalkeith (bij Edinburgh)   | ? km   |
| A69    | West Denton (bij Newcastle) - Carlisle  | ? km   |

### Zone 7
| Nummer | Traject                             | Lengte   |
| ------ | ----------------------------------- | -------- |
| A70    | Edinburgh - Ayr                     | 119,6 km |
| A71    | Edinburgh - Kilmarnock - Irvine     | 110 km   |
| A72    | Hamilton (bij Glasgow) - Galashiels | 101 km   |
| A73    | Abington - Cumbernauld              | 60 km    |
| A74    | Glasgow - Carlisle                  | ? km     |
| A75    | Gretna - Dumfries - Stranraer       | ? km     |
| A76    | Kilmarnock - Dumfries               | ? km     |
| A77    | Glasgow - Kilmarnock - Portpatrick  | ? km     |
| A78    | Greenock - Monkton (bij Prestwick)  | ? km     |
| A79    | Prestwick - Ayr                     | 12,1 km  |

### Zone 8
| Nummer | Traject                             | Lengte   |
| ------ | ----------------------------------- | -------- |
| A80    | Glasgow - Stirling                  | ? km     |
| A81    | Glasgow - Callander                 | 48 km    |
| A82    | Glasgow - Inverness                 | ? km     |
| A83    | Tarbet - Campbeltown                | 157,4 km |
| A84    | Stirling - Lochearnhead             | 45 km    |
| A85    | Oban - Perth                        | ? km     |
| A86    | Spean Bridge - Kingussie            | ? km     |
| A87    | Invergarry - Uig                    | 159 km   |
| A88    | Stenhousemuir - Larbert             | 5 km     |
| A89    | Glasgow - Newbridge (bij Edinburgh) | 80 km    |

### Zone 9
| Nummer | Traject                                     | Lengte |
| ------ | ------------------------------------------- | ------ |
| A90    | Edinburgh - Dundee - Aberdeen - Fraserburgh | ? km   |
| A91    | St Andrews - Stirling - Bannockburn         | ? km   |
| A92    | Dunfermline - Dundee - Stonehaven           | ? km   |
| A93    | Perth - Cairngorm - Aberdeen                | ? km   |
| A94    | Perth - Forfar                              | ? km   |
| A95    | Aviemore - Keith - Boyndie                  | ? km   |
| A96    | Aberdeen - Inverness                        | ? km   |
| A97    | Banff - Dinnet                              | ? km   |
| A98    | Fochabers - Fraserburgh                     | ? km   |
| A99    | Latheron - John o' Groats                   | 53 km  |